# À Saint-Henri le cinq septembre
À Saint-Henri le cinq septembre est un film documentaire québécois réalisé par Hubert Aquin, sorti en 1962.
Produit par l'Office national du film du Canada, et accompagné de noms comme Jacques Godbout ou encore Claude Jutra, ce film documentaire suit la vie de ce quartier populaire de Montréal et fait une peinture sociale d'une journée passée en la compagnie des habitants.

## À noter
- Le  film de Shannon Walsh (en) À St-Henri, le 26 août, sorti en 2011[2], rend hommage à la première version. Sur le même concept, une dizaine de réalisateurs ont parcouru Saint-Henri en une journée.